# الزانية في الإنجيل

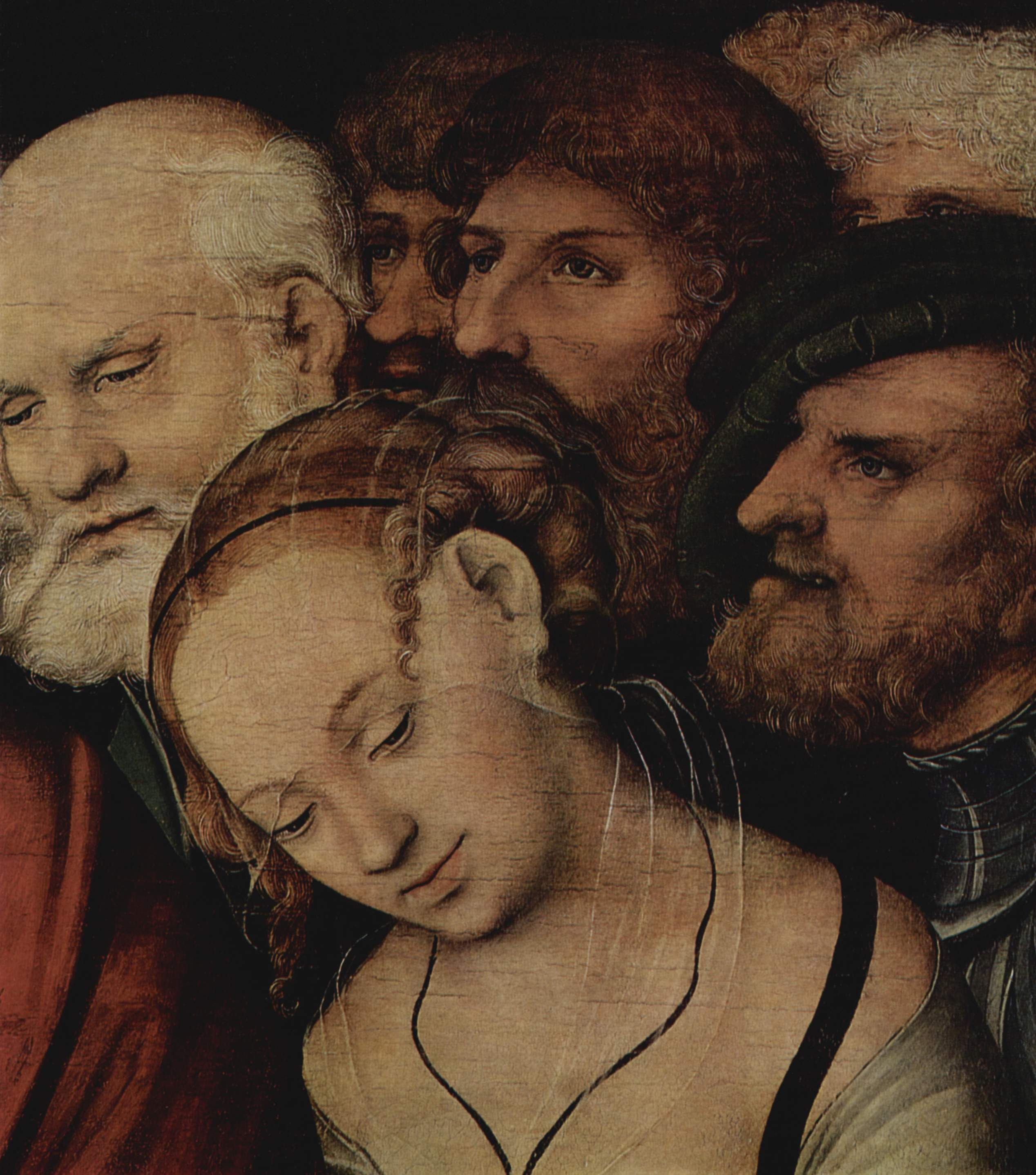
جانب من لوحة "المسيح مع المرأة المتهمة بالزنى" بريشة الفنان لوكاس كراناخ الابن

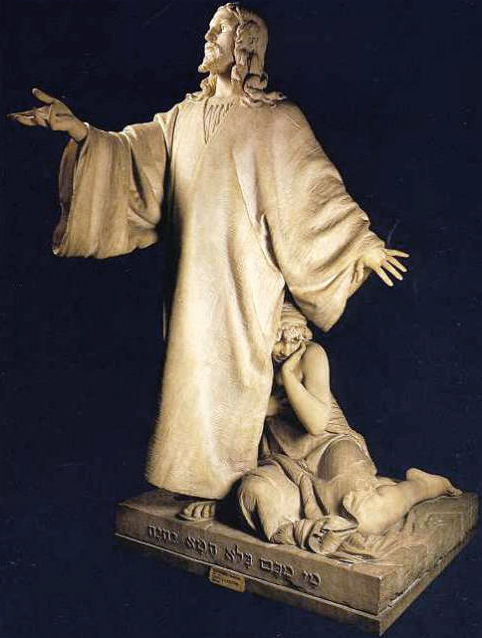
المسيح والزانية، 1881.

يشير مقطع الزانية (باللاتينية: Pericope Adulterae)،  إلى المقطع المشهور في إنجيل يوحنا 7:53 - 8:11، عن قصة الزانية. يصف المقطع مجابهة بين يسوع وبين الفريسيين والكتبة حول رجم امرأة قبض عليها بالزنا. ظل هذا المقطع عبر فترات تاريخية محل النقاشات العلمية.
القصة تحكي أن جماعة من الكتبة قبضوا على امرأة متلبسة بخطيئة الزنا، فأحضروها إلى يسوع ليروا حكمه عليها، وكان في حكم الشريعة يجب رجمها حسب شريعة موسى. لكن يسوع رفض رجمها وقال لهم: «من منكم بلا خطيئة فليرجمها بحجر».
على الرغم من عدم وجود أي تناقض بين القصة والمقاطع الأخرى في الأناجيل، لكن العديد من النقاد النصيين للنص اليوناني والمخطوطات يرون أن هذا النص 'لم يكن جزءًا من النص الأصلي لإنجيل يوحنا. فمثلاً حسب ترجمة إنجيل القدس فإن «صاحب هذا المقطع ليس يوحنا». وذلك بسبب عدم وجود النص في أقدم المخطوطات مثل المخطوطة السينائية والمخطوطة الفاتيكانية، بل يرد في مخطوطات أحدث. حيث أن أول ظهور للنص في مخطوطة بيزا التي تعود للقرن الخامس الميلادي. واستشهد البابا ليون الأول بالمقطع في موعظته الثانية والستين، مشيرًا إلى أن يسوع قال إلى الزانية «وَلاَ أَنَا أَدِينُكِ. اذْهَبِي وَلاَ تُخْطِئِي أَيْضًا» وذلك في أوائل عام 400، واستخدم أوغسطينوس المقطع بشكل موسع في كتاباته، من الواضح أيضًا أن فوستوس المعاصر استخدمه أيضًا.
أعلن مجمع ترنت، الذي عقد في الفترة بين عام 1545 وعام 1563، أن النسخ اللاتينية للانجيل (التي أنتجتها جيروم في 383، استنادا إلى المخطوطات اليونانية التي يعتبرها جيروم قديمة في ذلك الوقت، والتي تحتوي على المقطع) كانت حقيقية وموثوقة. من حيث الكميات البسيطة، هناك 1,495 مخطوطة يونانية تشمل مقطع الزانية (أو جزء منها، والتي تدعم إدراج المقطع ككل)، وحوالي 267 لا تتضمنه. من بين هؤلاء 267 النسخ، مع ذلك، هناك بعض المخطوطات التي تكون مبكرة بشكل استثنائي والتي يعتبرها معظم المحللين النصيين الأكثر أهمية.
قصة الزانية شائعة في الثقافة الشعبية، خاصةً مشهد كتابة يسوع على الأرض الذي هو أصبح شائعًا في مجال الفن بدايةً من عصر النهضة فصاعدًا. وظهرت عدة تكهنات حول ما كتبه يسوع على الأرض.

## النص

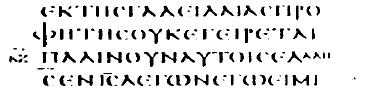
يوحنا 7:52-8:12 في المخطوطة الفاتيكانية (350 م)

القصة حسب الترجمة العربية:
3 وَقَدَّمَ إِلَيْهِ الْكَتَبَةُ وَالْفَرِّيسِيُّونَ امْرَأَةً أُمْسِكَتْ فِي زِنًا. وَلَمَّا أَقَامُوهَا فِي الْوَسْطِ
4 قَالُوا لَهُ: «يَا مُعَلِّمُ، هذِهِ الْمَرْأَةُ أُمْسِكَتْ وَهِيَ تَزْنِي فِي ذَاتِ الْفِعْلِ،
5 وَمُوسَى فِي النَّامُوسِ أَوْصَانَا أَنَّ مِثْلَ هذِهِ تُرْجَمُ. فَمَاذَا تَقُولُ أَنْتَ؟»
6 قَالُوا هذَا لِيُجَرِّبُوهُ، لِكَيْ يَكُونَ لَهُمْ مَا يَشْتَكُونَ بِهِ عَلَيْهِ. وَأَمَّا يَسُوعُ فَانْحَنَى إِلَى أَسْفَلُ وَكَانَ يَكْتُبُ بِإِصْبِعِهِ عَلَى الأَرْضِ.
7 وَلَمَّا اسْتَمَرُّوا يَسْأَلُونَهُ، انْتَصَبَ وَقَالَ لَهُمْ: «مَنْ كَانَ مِنْكُمْ بِلاَ خَطِيَّةٍ فَلْيَرْمِهَا أَوَّلاً بِحَجَرٍ!»
8 ثُمَّ انْحَنَى أَيْضًا إِلَى أَسْفَلُ وَكَانَ يَكْتُبُ عَلَى الأَرْضِ.
9 وَأَمَّا هُمْ فَلَمَّا سَمِعُوا وَكَانَتْ ضَمَائِرُهُمْ تُبَكِّتُهُمْ، خَرَجُوا وَاحِدًا فَوَاحِدًا، مُبْتَدِئِينَ مِنَ الشُّيُوخِ إِلَى الآخِرِينَ. وَبَقِيَ يَسُوعُ وَحْدَهُ وَالْمَرْأَةُ وَاقِفَةٌ فِي الْوَسْطِ.
10 فَلَمَّا انْتَصَبَ يَسُوعُ وَلَمْ يَنْظُرْ أَحَدًا سِوَى الْمَرْأَةِ، قَالَ لَهَا: «يَا امْرَأَةُ، أَيْنَ هُمْ أُولئِكَ الْمُشْتَكُونَ عَلَيْكِ؟ أَمَا دَانَكِ أَحَدٌ؟»
11 فَقَالَتْ: «لاَ أَحَدَ، يَا سَيِّدُ!». فَقَالَ لَهَا يَسُوعُ: «وَلاَ أَنَا أَدِينُكِ. اذْهَبِي وَلاَ تُخْطِئِي أَيْضًا».

## شريعة موسى
حسب شريعة موسى فإن الموت هو عقوبة الزنا، وينطبق على كل من الرجل والمرأة، بينما عقوبة الرجم هو عقوبة الزنا للمحصن كما جاء في سفر التثنية 17 و22.

## تاريخ النص

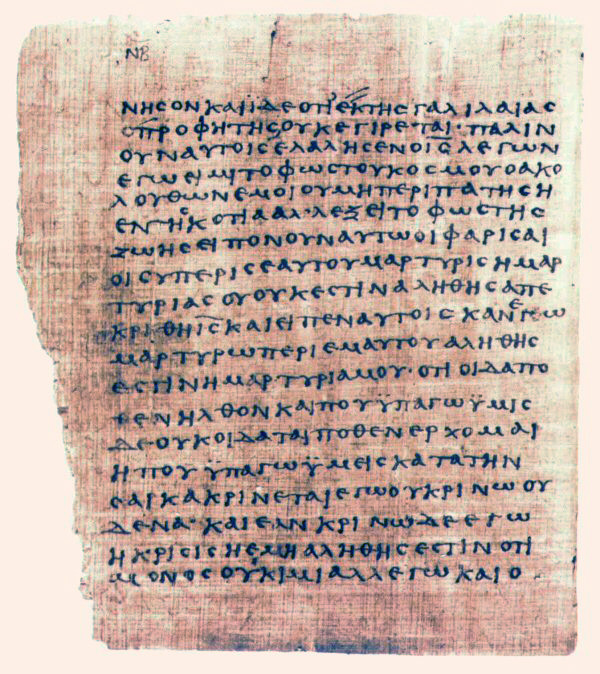
البردية 66 بدون نص يوحنا 7:53-8:12

لم يتم العثور على قصة المسيح والزانية في معظم المخطوطات اليونانية القديمة لإنجيل يوحنا. لم يُعثر عليه في بردية66 (أقدم برديات إنجيل يوحنا) أو في بردية75، سواء التي تم ترجع إلى أواخر القرن الأول أو أوائل القرن الثاني، أيضًا النص غير موجود في أهم مخطوطتين وهما المخطوطة السينائية والمخطوطة الفاتيكانية اللتان تعودان إلى منتصف القرن الثالث. أول ظهور للنص في مخطوطة بيزا التي تعود للقرن الخامس الميلادي أو أواخر الرابع الميلادي. من بين 23 مخطوطة لاتينية قديمة، تحتوي 17 فقط على جزء على الأقل من القصة.
وفقاً ليوسابيوس القيصري في تأريخه الكنسي الذي كُتب في أوائل عقد 300م، وبابياس (حوالي 110م) يشير إلى قصة يسوع والمرأة «المتهمة بالعديد من الخطايا» كما وجدت في إنجيل العبرانيين، والذي قد أشار إلى هذا المقطع أو إلى واحد مثله. في كتابه السرياني ديدسكاليا، والذي ألّفه في منتصف عام 200م، يصرح المؤلف، في سياق توجيه للأساقفة لممارسة قدر من الرأفة، بأن الأسقف الذي لا يتلقى أي شخص تائب يعمل بطريقة خاطئة، فيقول: «لأنك إن لم تفعل ذلك. أطعنا مخلصنا وإلهنا، لكي نفعل كما فعل هو أيضاً مع الذي أخطأ، التي أحضرها الكهنة أمامه، وتركوا الحكم في يديه، وغادروا، لكنه، باحث القلوب، سألها وقال لها،» هل حكم عليك الكهنة، يا ابنتي؟«قالت له: لا يا رب. فقال لها: اذهبي، ولا أدينك. وفيه، مخلصنا وملكنا وربنا، ليكن نمطكم، أيها الأساقفة».
في دساتير كتاب الرسل المقدّس، والذي أُلّف في حدود عام 380م، وكذلك كتاب ديدسكاليا، استخدما مقطع لوقا 7:47. وفي فيكتور كوديكس الذي أُنتج في عام 546م، يحتوي على ترتيب مغاير للنص الذي تم العثور عليه في وثيقة سابقة، ويحتوي على مقطع الزانية، في الشكل الذي تمت كتابته في النسخ اللاتينية. والأهم من ذلك، أن فيكتور كوديكس يحافظ أيضًا على عناوين الفصل الخاصة بوثيقة المصدر السابق (يعتقدها بعض الباحثين ديدسكاليا التي أنتجتها تاتيان في عام 170)، ويشير عنوان الفصل 120 بالتحديد إلى المرأة المتلبسة بخطيئة الزنا.
لا تحتوي المخطوطتان المهمتان L وDelta على مقطع الزانية، لكن يحتوي كل منها على مساحة فارغة مميزة بين يوحنا 7: 52 ويوحنا 8: 12، كنوع تذكاري تركه الكاتب ليعبر عن ذكرى المقطع الغائب.
باسيان من برشلونة (أسقف من 365-391)، وفي سياق التحدي البلاغي، يعارض القسوة عندما يوافق عليه بسخرية «يا نوفاتيانز، لماذا تتأخر في أن تسأل عينًا بعيناً؟ ... اقتل اللص اختر وأرجمه. أختر أن لا تقرأ في الإنجيل أن الرب غفر حتى للزانية التي اعترفت، عندما لم يدينها أحد». كان باسيان معاصرا للكتبة الذين كتبوا المخطوطة السينائية.
ذكر الكاتب المعروف باسم أمبروسياستر (بين 370 و380م)، المناسبة عندما قال «أنقذها يسوع بعدما تم القبض عليه متبلسة بالزنا». وذكر المؤلف المجهول لعمل «أبولوجيا ديفيد» -يعتقد بعض المحللين أنه أمبروسيوس، لكن على الأرجح ليس كذلك- أن الناس يمكن أن يتفاجئوا في البداية من خلال المقطع الذي «نرى فيه زانية قُدمت للمسيح وذهبت بدون إدانة». لاحقًا في نفس الكتاب أشار إلى هذا المقطع على أنه «زيادة» في الأناجيل، مشيرًا إلى أنه جزء من الدورة السنوية للقراءات المستخدمة في خدمات الكنيسة.

## تاريخ النقد النصي ليوحنا 7:53-8:11

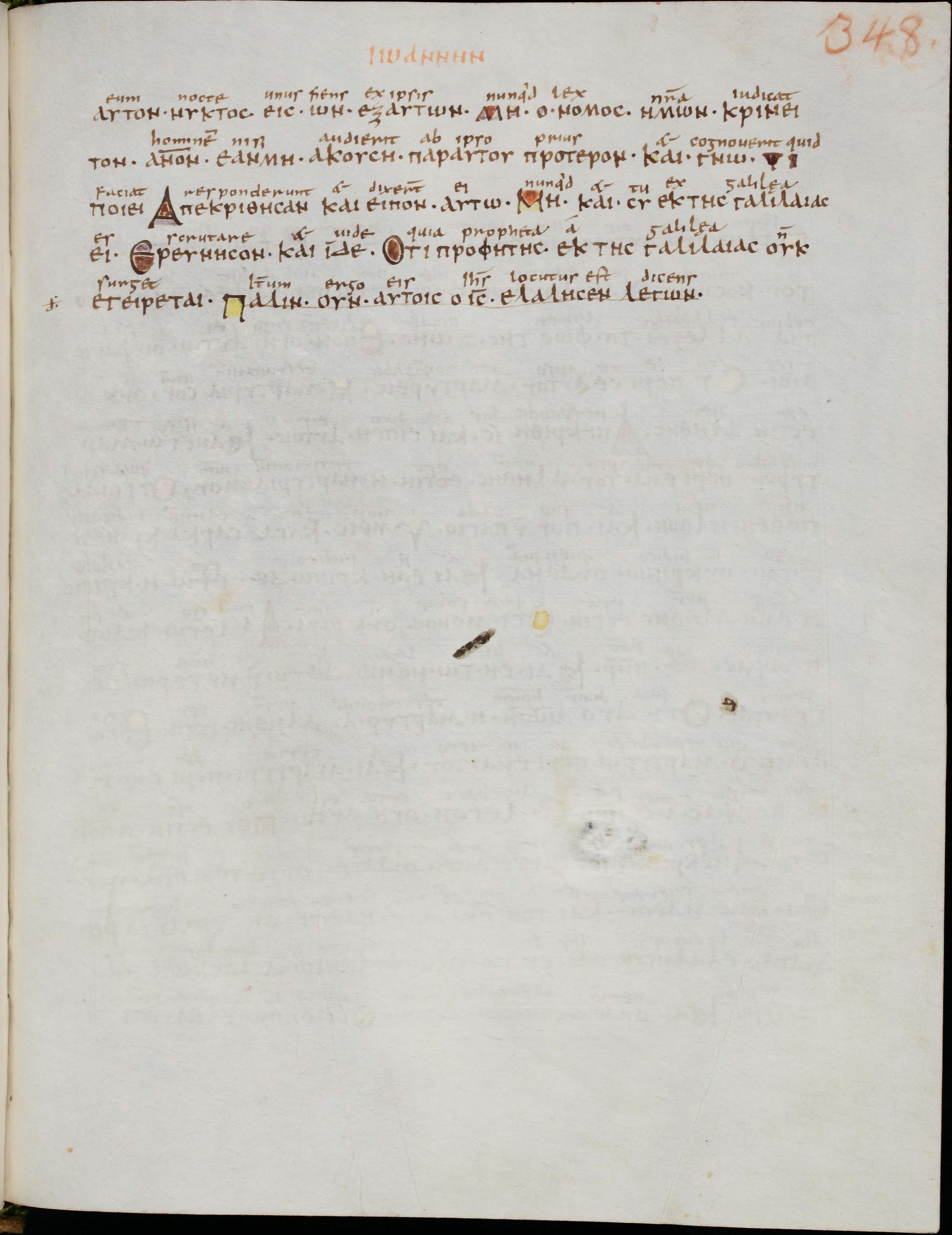
أحد مخطوطات الفالجات اللاتينية تحتوي على مساحة فارغة مكان يوحنا 7:53-8:11

- يقول بروس متزجر:[10] «المقطع غير موجود في أفضل المخطوطات اليونانية: غير موجود في (p66، p75، א، B، L، N، T، W، X، Δ، Θ، Ψ، 33، 157، 565، 892، 1241) المخطوطة الإسكندرانية والمخطوطة الآفريمية غير مجديين في هذه النقطة، ولكن على الأرجح أن ولا واحدة منهما احتوت المقطع، لأن المساحة غير كافية في الرقوق المفقودة لتحتوي المقطع بالإضافة إلى باقي النصوص، السيريانية القديمة والعربية من تاتيان لا يعطيان أي معلومات عن المقطع، وهي أيضاً غير موجودة في أفضل مخطوطات البشيطا، أيضاً الكتب المقدسة الموجودة في المكنائس القبطية القديمة لا تحتوي على المقطع، حيث أن النسخة الصعيدية والنسخة الأخميمية والبحيرية القديمة تفقد المقطع، بعض المخطوطات الأرمينية والجورجية القديمة لا تحتوي المقطع، في الغرب المقطع غير موجود في النسخة الجوثكية والعديد من المخطوطات اللاتينية القديمة.»
- يرى هنري ألفورد وفردريك هنري أمبروز سكريفنر أن القصة أُضيفت بواسطة يوحنا في النسخة الثانية من إنجيله.[11]

### الجدل حول كاتب القصة
وفقا للمطران جوزيف لايتفوت أن غياب النص في أقدم المخطوطات، بالإضافة إلى اختلاف أسلوب كتابة القصة عن أسلوب كتابة باقي إنجيل يوحنا يؤكد أن القصة في الأصل كُتبت من بعض النُسّاخ أو المُفسرين على هامش الإصحاح، ثم اعتبرها النُسّاخ اللاحقون من النص الأصلي للإنجيل. حيث أن أول من ذكر القصة هو يوسابيوس القيصري في تفسيرات أقوال الرب (Interpretations of the Sayings of the Lord)، ويُرجح النُقاد أن القصة أُضيفت في البداية كتفسير للنص. يتفق مع ذلك بارت إيرمان في كتابه إساءة اقتباس يسوع، مضيفا أن سياق الأسلوب والكلمات والعبارات للقصة لا تتفق مع أسلوب كتابة يوحنا.
ومع ذلك، فقد أشار مايكل هولمز إلى أنه ليس من المؤكد "أن بابياس عرف القصة في هذا الشكل بالضبط، حيث يبدو الآن أن هناك على الأقل قصتين مستقلتين عن يسوع ومرأة شريرة تم تداولها بين المسيحيين في القرنين الأول والثاني. "بحيث أن الشكل التقليدي الموجود في العديد من مخطوطات العهد الجديد قد يمثّل اختلاطًا بين نسختين مستقلتين أقصر من الحادثة" جادل كايل ر. هيوز بأن أحد هذه الإصدارات السابقة تشبه في الواقع إلى حد كبير في الاسلوب والشكل، المحتوى إلى مادة الخاصة بلوقا (ما يسمى بالمصدر "L")، مما يشير إلى أن جوهر هذا التقليد هو في الواقع متجذرة في الذاكرة المسيحية المبكرة جداً (وإن لم يكن خاص بيوحنا).

## وصلات خارجية
- John 7:53–8:11 (NIV)
- Pericope Adulterae in Manuscript Comparator — allows two or more New Testament manuscript editions' readings of the passage to be compared in side-by-side and unified views (similar to diff output)
- The Pericope de Adultera Homepage Site dedicated to proving that the passage is authentic, with links to a wide range of scholarly published material on both sides about all aspects of this text, and dozens of new articles.
- Jesus and the Adulteress, a detailed study by Wieland Willker.
- Concerning the Story of the Adulteress in the Eighth Chapter of John, list marginal notes from several versions, extended discussion taken from Samuel P. Tregelles, lists extended excerpts from An Account of the Printed Text of the Greek New Testament (London, 1854), F.H.A. Scrivener, A Plain Introduction to the Criticism of the New Testament (4th edition. London, 1894), Bruce Metzger, A Textual Commentary on the Greek New Testament (Stuttgart, 1971), Raymond E. Brown, The Gospel According to John (i–xii), in the Anchor Bible series (Garden City, New York: Doubleday, 1966).
- The Woman Taken In Adultery (John 7:53–8:11), in defense of the pericope de adultera by Edward F. Hills, taken from chapter 6 of his book, The King James Version Defended, 4th edition (Des Moines: Christian Research Press, 1984).
- David Robert Palmer, John 5:3b and the Pericope Adulterae